# Grossmünsterkapelle

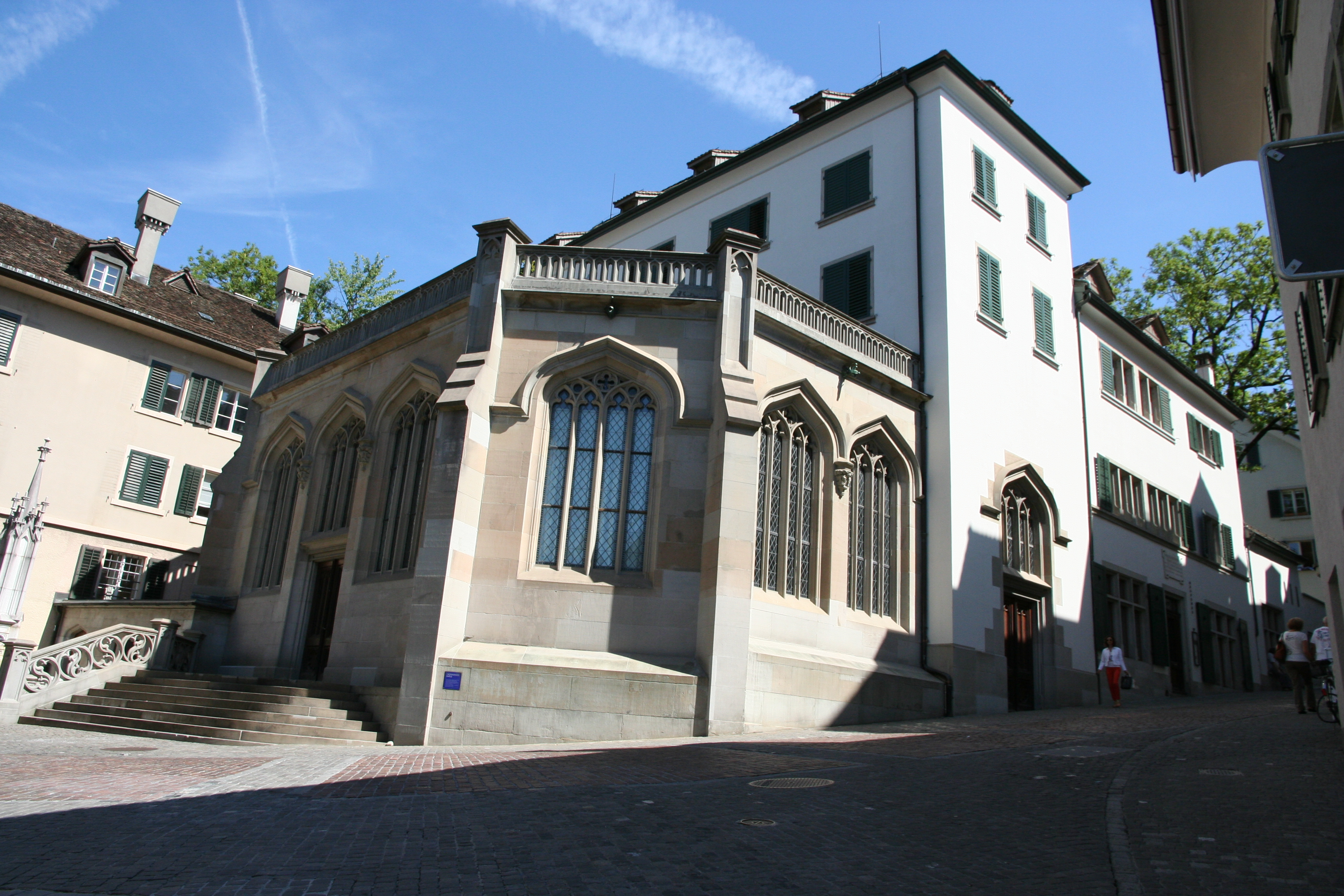
Grossmünsterkapelle, von der Kirchgasse aus gesehen

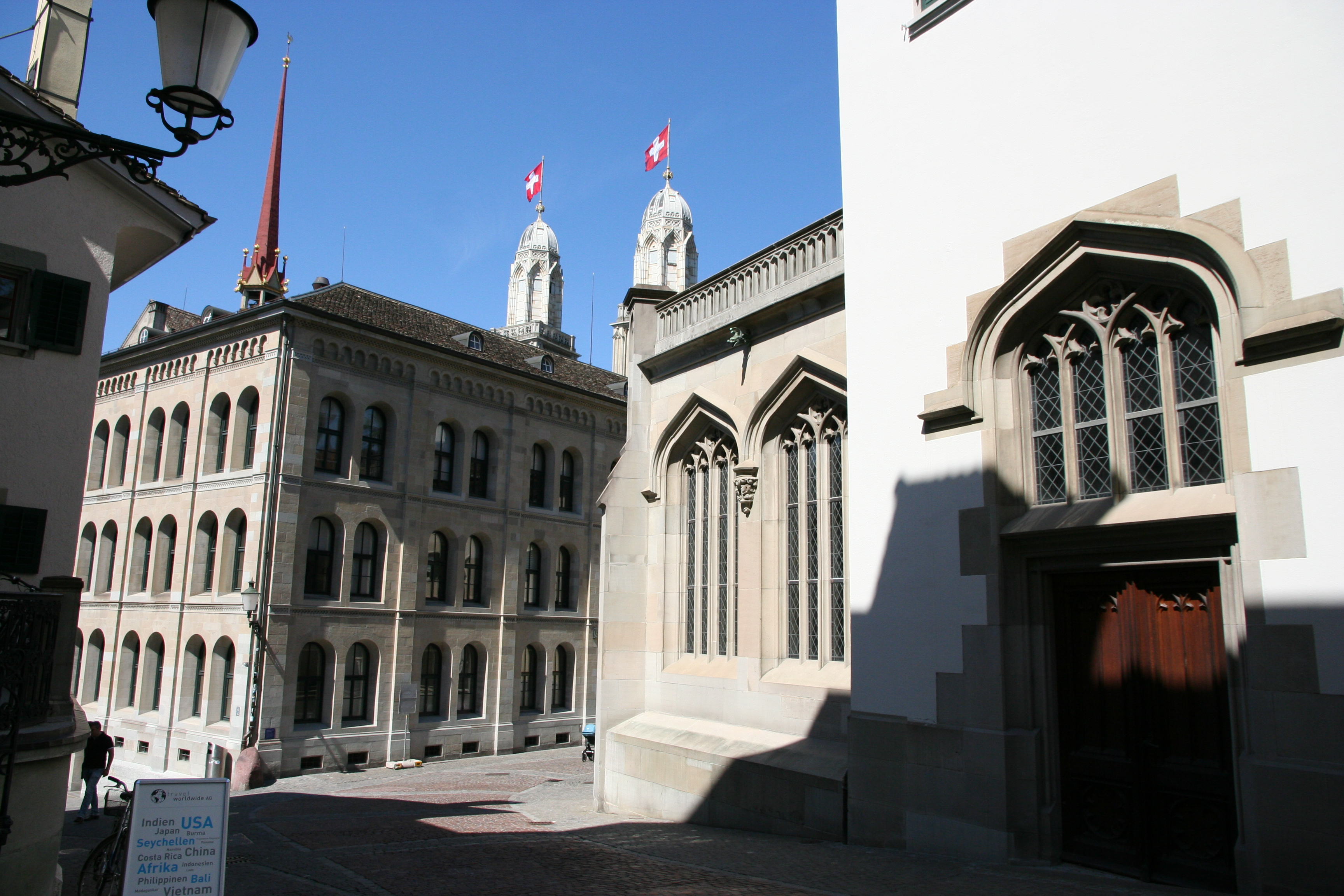
Die Kapelle mit Theol. Hochschule und Türmen des Grossmünsters

Die Grossmünsterkapelle (meist als „Helfereikapelle“ bezeichnet) ist eine evangelisch-reformierte Kapelle gegenüber dem Grossmünster an der Ecke Münster- und Kirchgasse in der Altstadt von Zürich. Im Gebäude befindet sich das Kulturhaus Helferei.

## Geschichte
Als im Jahr 1832 das Grossmünsterstift aufgelöst wurde, verlor die französische Kirchgemeinde ihr Gottesdienstlokal. An Stelle des bereits 1661 abgebrochenen Hauses Müsegg errichtete Architekt Johann Jakob Breitinger in den Jahren 1858 bis 1860 die Grossmünsterkapelle. Architekt Manuel Pauli baute sie 1972 bis 1974 um. Eine Renovation erfolgte in den 2010er Jahren.

## Baubeschreibung
In der Nähe des Grossmünsters und gegenüber dem neuromanischen Grossmünsterschulhaus, in dem heute die Theologische Fakultät der Universität Zürich ihren Sitz hat, steht an der Ecke zwischen der ansteigenden Kirchgasse und der eben verlaufenden Müstergasse die Grossmünsterkapelle. Diese setzt sich aus einem Anbau und aus einem in das mittelalterliche Haus Helferei eingeschobenen Teil zusammen. 
Die Grossmünsterkapelle ist ein polygonaler Bau im Stil der englischen Tudorgotik. Die äussere Hülle besteht aus Sandsteinquadern und ist durch Strebepfeiler und Spitzbogenfenster gegliedert. Auf der Westseite gestaltete Johann Jakob Breitinger einen neugotischen Brunnen, daneben führt von der Münstergasse eine Aussentreppe zur Kapelle hinauf. Der heute meist verwendete Zugang ist jedoch der Hauseingang in die Helferei an der Kirchgasse. 
Der quergerichtete Innenraum der 200 Personen fassenden Kapelle wird durch neugotische Pfeiler gegliedert, welche auf massiven Sockeln stehen und sich an der Decke in Gewölberippen fortsetzen. Die Wände sind türhoch getäfert, der Boden ist mit einem dunklen Parkett belegt. Aus der Entstehungszeit stammen die an der Ostwand angebrachte neugotische Kanzel sowie die bleiverglasten Fenster von Johann Jakob Röttinger. Bei der jüngsten Renovation wurden an der Ostwand flächige Elemente angebracht, welche die Akustik in der Kirche verbessern sollen.

### Orgeln
Im Jahr 1897 erhielt die Grossmünsterkapelle eine Orgel, die Carl Theodor Kuhn, Männedorf, erbaut hatte. Es handelte sich um ein Instrument mit fünf Registern auf einem Manual und angehängtem Pedal. 1917 erfolgte der Bau einer pneumatischen Membranladenorgel – ebenfalls durch Carl Theodor Kuhn – mit zwölf Registern auf zwei Manualen und Pedal.
1967 wurde in der Kapelle eine Toggenburger Hausorgel aufgestellt, welche 1754 durch Wendelin Looser, Kappel, gebaut worden war. Dieses Instrument besitzt sechs Register auf einem Manual und wurde durch Orgelbau Kuhn AG in Männedorf restauriert. Dieses Instrument hatte in den 1950er und 1960er Jahren in der alten Epileptischen Anstalt gestanden, von wo sie dann in die Helferkapelle des Grossmünsters versetzt wurde.